# Hosoedru

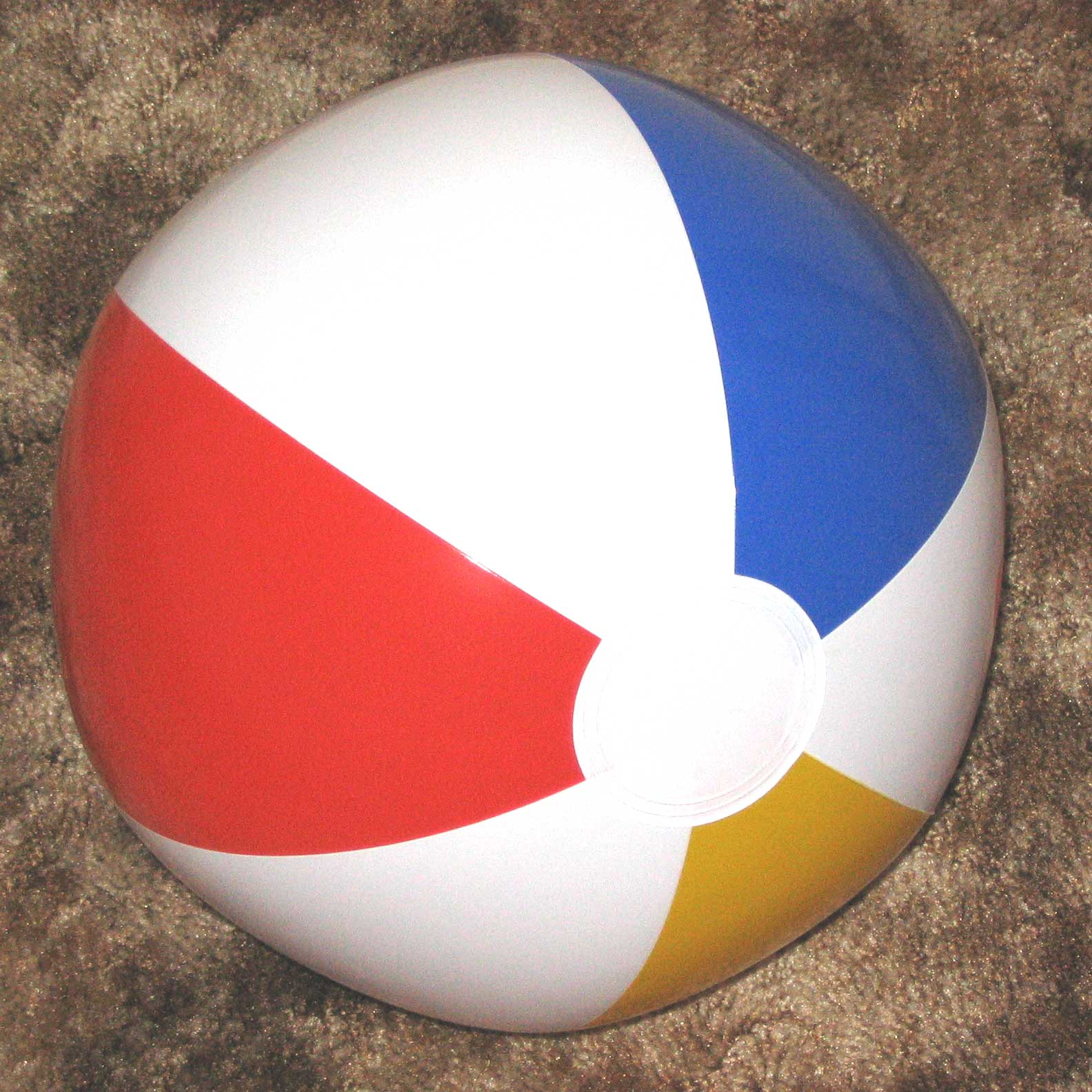
Dacă se omit peticele rotunde, această minge de plajă ar fi un hosoedru cu 6 fețe în formă de fusuri sferice

În geometria sferică, un hosoedru n-gonal este o pavare de fusuri pe o suprafață sferică, astfel încât toate fusurile au în comun aceleași două vârfuri, situate la antipozi.
Un hosoedru n-gonal regulat are simbolul Schläfli {2, n}, fiecare fus sferic având unghiurile interne 2π/n radiani (360/n grade).

## Etimologie
Termenul de „hosoedru” pare să provină din grecescul ὅσος (hosos = câte), ideea fiind că un hosoedru poate avea atâtea fețe cât se dorește. A fost introdus în secolul al XVIII-lea de Vito Caravelli.

## Hosoedrele ca poliedre regulate
Pentru un poliedru regulat al cărui simbol Schläfli este {m, n}, numărul de fețe poligonale este:
{\displaystyle N_{2}={\frac {4n}{2m+2n-mn}}.}
Poliedrele platonice, cunoscute din antichitate, sunt singurele soluții întregi pentru m ≥ 3 și n ≥ 3. Restricția m ≥ 3 impune ca fețele poligonale să aibă la cel puțin trei laturi.
Când se consideră suprafața poliedrelor ca o pavare sferică această restricție poate fi relaxată, deoarece digoanele (2-goane) pot fi reprezentate ca fusuri sferice, având aria diferită de zero.
Cu m = 2 se obține
{\displaystyle N_{2}={\frac {4n}{2\times 2+2n-2n}}=n,}
care formează o nouă clasă infinită de poliedre regulate, hosoedrele. Pe o suprafață sferică, poliedrul {2, n} este reprezentat ca n fusuri adiacente, cu unghiuri interioare de 2π/n. Toate aceste fusuri sferice au cele două vârfuri comune.
| Un hosoedru trigonal regulat, {2,3}, reprezentat ca o teselare de 3 fusuri sferice pe o sferă | Un hosoedru tetragonal regulat, {2,4}, reprezentat ca o teselare de 4 fusuri sferice pe o sferă |

| Spațiu            | Sferic                          | Sferic           | Sferic                            | Sferic                        | Sferic              | Sferic             | Sferic | Euclidian            |
| ----------------- | ------------------------------- | ---------------- | --------------------------------- | ----------------------------- | ------------------- | ------------------ | ------ | -------------------- |
| Denumirea pavării | (Monogonală) hosoedru henagonal | hosoedru digonal | (Triunghiulară) hosoedru trigonal | (Pătrată) hosoedru tetragonal | hosoedru pentagonal | hosoedru hexagonal | ...    | hosoedru apeirogonal |
| Imagine           |                                 |                  |                                   |                               |                     |                    | ...    |                      |
| Simbol Schläfli   | {2,1}                           | {2,2}            | {2,3}                             | {2,4}                         | {2,5}               | {2,6}              | ...    | {2,∞}                |
| Diagramă Coxeter  |                                 |                  |                                   |                               |                     |                    | ...    |                      |
| Fețe și laturi    | 1                               | 2                | 3                                 | 4                             | 5                   | 6                  | ...    | ∞                    |
| Vârfuri           | 2                               | 2                | 2                                 | 2                             | 2                   | 2                  | ...    | 2                    |
| Config. vârf      | 2                               | 2.2              | 23                                | 24                            | 25                  | 26                 | ...    | 2∞                   |

## Simetrie caleidoscopică
Cele 2n fețe în formă de fusuri sferice ale unui 2n-hosoedru, {2,2n}, reprezintă domeniile fundamentale ale simetriei diedrale tridimensionale: simetria cercului Cnv, [n], (*nn), ordin 2n. Domeniile de reflexie pot fi afișate prin fusuri colorate alternativ ca imagini în oglindă.
Divizarea fiecărui fus în două triunghiuri sferice creează o bipiramidă n-gonală, care reprezintă simetria diedrală Dnh, ordin 4n.
| Simetrie (ordin 2n) | Cnv, [n]                                     | C1v, [ ] | C2v, [2] | C3v, [3] | C4v, [4] | C5v, [5] | C6v, [6] |
| Hosoedru 2n-gonal   | Simbol Schläfli {2,2n}                       | {2,2}    | {2,4}    | {2,6}    | {2,8}    | {2,10}   | {2,12}   |
| ------------------- | -------------------------------------------- | -------- | -------- | -------- | -------- | -------- | -------- |
| Imagine             | Colorare alternată a domeniilor fundamentale |          |          |          |          |          |          |

## Poliedre înrudite
Poliedrul dual al hosoedrului n-gonal {2, n} este diedrul n-gonal, {n,  2}. Poliedrul {2,2} este autodual și este atât un hosoedru cât și un diedru.
Un hosoedru poate fi modificat în același mod ca și celelalte poliedre pentru a produce o variantă trunchiată. Hosoedrul n-gonal trunchiat este prisma n-gonală.

## Hosohedrul apeirogonal

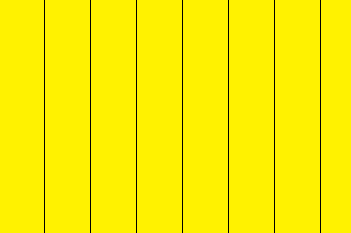
Hosohedru apeirogonal

La limită, hosoedrul devine un hosoedru apeirogonal ca o teselare bidimensională:

## Hosotopuri
Analoagele multidimensionale se numesc hosotopuri. Un hosotop regulat cu simbolul Schläfli {2,p,...,q} are două vârfuri, fiecare cu figura vârfului {p,. ..,q}.
Hosotopul bidimensional, {2}, este digonul.